# Basiliek (restaurant)
Basiliek is een restaurant in de Nederlandse stad Harderwijk. De eetgelegenheid is in 2006 geopend door de voormalig chef-kok Rik Jansma. Van 2008 tot en met het vertrek van Jansma in 2022 had het een Michelinster. De huidige chef-kok en eigenaar is Yornie van Dijk, op 24 april 2023 is het restaurant opnieuw onderscheiden met een ster.

## Locatie
Het restaurant is gevestigd in het centrum van de Gelderse plaats Harderwijk aan de Vischmarkt. Het pand stamt uit 15e eeuw en is een rijksmonument, het deed dienst als Agnietenklooster. In 1984 is het gebouw gerenoveerd en ingericht als restaurant. De gewelven, hoge zwarte staldeuren en Romaanse ramen met modern glas-in-lood zijn nog altijd zichtbaar. Het restaurant heeft een terras.

## Geschiedenis

### Tijdperk Jansma
Op de locatie van Basiliek was voorheen het met een Michelinster onderscheiden restaurant Olivio gevestigd. Eigenaren Wim en Tina Zwart hebben de eetgelegenheid in 2005 overgedragen aan werknemer Rik Jansma. Hij werkte als sous-chef in het restaurant. Een jaar na de overname door Jansma werd Basiliek onderscheiden met een Michelinster van de Franse bandenfabrikant. De zaak had in dat jaar 16 van de 20 punten in de GaultMillau-gids.
In maart 2022 maakte Rik Jansma bekend dat de eetgelegenheid is verkocht aan chef-kok Yornie van Dijk. De chef is geboren in Harderwijk en was al enkele jaren werkzaam in het team van Jansma.

### Tijdperk Van Dijk
Op 1 juni 2022 is het restaurant officieel overgedragen aan Yornie van Dijk. Hij begon zijn horecaloopbaan als afwasser bij De Dolle Griet in Harderwijk. Later volgde de koksopleiding van Cas Spijkers en deed werkervaring op bij onder andere sterrenzaken Voltaire, ’t Nonnetje en De Librije.
Door de overname is de Michelinster komen te vervallen. De eetgelegenheid is wel in de top 100 gebleven van beste restaurants van Nederland van de culinaire gids Lekker. In de editie van 2023 stond de zaak op plaats 66 en in 2024 stegen ze naar plek 53. Tijdens de uitreiking van de Michelinsterren voor 2023 is Basiliek opnieuw onderscheiden met een Michelinster. In 2024 had Basiliek 15 van de 20 punten in de GaultMillau-gids. 